# American Dreamz
American Dreamz är en amerikansk film från 2006, skriven och regisserad av Paul Weitz.

## Rollista (urval)
- Hugh Grant - Martin Tweed
- Dennis Quaid - President Staton
- Mandy Moore - Sally Kendoo
- Willem Dafoe - Chief of Staff
- Chris Klein - William Williams
- Jennifer Coolidge - Martha Kendoo
- Sam Golzari - Omer
- Marcia Gay Harden - First Lady